# Superliga rumuńska w szachach
Superliga – najwyższa liga drużynowych rozgrywek szachowych w Rumunii, organizowana przez Federația Română de Șah. Zwycięzca ligi zostaje mistrzem kraju.

## Historia
Liga rozgrywana jest od 1955 roku. Do 2005 roku istniał obowiązek wystawienia drużyn mieszanych.

## Medaliści
| Sezon | 1. miejsce                             | 2. miejsce                    | 3. miejsce                     | Źródło |
| ----- | -------------------------------------- | ----------------------------- | ------------------------------ | ------ |
| 1955  | Știința Politehnica Bukareszt          |                               |                                | [ 1 ]  |
| 1956  | Știința Timișoara                      |                               |                                | [ 1 ]  |
| 1957  | Știința Bukareszt                      |                               |                                | [ 1 ]  |
| 1958  | Dinamo Bukareszt                       |                               |                                | [ 1 ]  |
| 1959  | Constructorul Bukareszt                |                               |                                | [ 1 ]  |
| 1961  | Petrolul Ploeszti                      |                               |                                | [ 1 ]  |
| 1962  | Petrolul Ploeszti                      |                               |                                | [ 1 ]  |
| 1963  | Unirea Bukareszt                       |                               |                                | [ 1 ]  |
| 1964  | Electronica Bukareszt                  |                               |                                | [ 1 ]  |
| 1965  | Constructorul Bukareszt                |                               |                                | [ 1 ]  |
| 1966  | Constructorul Bukareszt                |                               |                                | [ 1 ]  |
| 1967  | Medicina Timișoara                     |                               |                                | [ 1 ]  |
| 1968  | Constructorul Bukareszt                |                               |                                | [ 1 ]  |
| 1969  | Constructorul Bukareszt                |                               |                                | [ 1 ]  |
| 1970  | Constructorul Bukareszt                |                               |                                | [ 1 ]  |
| 1971  | Constructorul Bukareszt                |                               |                                | [ 1 ]  |
| 1972  | Constructorul Bukareszt                |                               |                                | [ 1 ]  |
| 1973  | Constructorul Bukareszt                |                               | Medicina Timișoara             | [ 1 ]  |
| 1974  | Constructorul Bukareszt                | Medicina Timișoara            |                                | [ 1 ]  |
| 1975  | Medicina Timișoara                     |                               |                                | [ 1 ]  |
| 1976  | Medicina Timișoara                     |                               |                                | [ 1 ]  |
| 1977  | Constructorul Bukareszt                |                               | Medicina Timișoara             | [ 1 ]  |
| 1978  | Constructorul Bukareszt                | Medicina Timișoara            |                                | [ 1 ]  |
| 1979  | Constructorul Bukareszt                | Medicina Timișoara            |                                | [ 1 ]  |
| 1980  | ITB Bukareszt                          |                               |                                | [ 1 ]  |
| 1981  | Calculatorul Bukareszt                 | Medicina Timișoara            |                                | [ 1 ]  |
| 1982  | Universitatea Bukareszt                |                               | Medicina Timișoara             | [ 1 ]  |
| 1983  | Universitatea Bukareszt                |                               |                                | [ 1 ]  |
| 1984  | Universitatea Bukareszt                |                               |                                | [ 1 ]  |
| 1985  | ITB Bukareszt                          |                               |                                | [ 1 ]  |
| 1986  | Politehnica Bukareszt                  |                               |                                | [ 1 ]  |
| 1987  | Politehnica Bukareszt                  |                               |                                | [ 1 ]  |
| 1988  | Politehnica Bukareszt                  |                               |                                | [ 1 ]  |
| 1989  | AEM Timișoara                          |                               |                                | [ 1 ]  |
| 1990  | Sportul Studențesc Bukareszt           |                               |                                | [ 1 ]  |
| 1991  | RAT Bukareszt                          |                               |                                | [ 1 ]  |
| 1992  | RAT Bukareszt                          |                               |                                | [ 1 ]  |
| 1993  | AEM Timișoara                          |                               |                                | [ 1 ]  |
| 1994  | RAT Bukareszt                          |                               |                                | [ 1 ]  |
| 1995  | RAT Bukareszt                          |                               |                                | [ 1 ]  |
| 1996  | RAT Bukareszt                          | Medicina Timișoara            |                                | [ 1 ]  |
| 1997  | Policolor Sportul Studențesc Bukareszt |                               |                                | [ 1 ]  |
| 1998  | Policolor Sportul Studențesc Bukareszt |                               |                                | [ 1 ]  |
| 1999  | Venus RGA Bukareszt                    | Victoria Techirghiol          | Clubul de Şah Deva             | [ 3 ]  |
| 2000  | RAT Bukareszt                          |                               |                                | [ 1 ]  |
| 2001  | RAT Bukareszt                          | AEM Timișoara                 | RGA Bukareszt                  | [ 4 ]  |
| 2002  | AEM Luxten Timișoara                   |                               |                                | [ 1 ]  |
| 2003  | AEM Luxten Timișoara                   |                               |                                | [ 1 ]  |
| 2004  | AEM Luxten Timișoara                   |                               |                                | [ 1 ]  |
| 2005  | AEM Luxten Timișoara                   | Contor Zenner Arad            | Venus Apa Nova Bukareszt       | [ 5 ]  |
| 2006  | AEM Luxten Timișoara                   | ACS de Șah Apa Nova Bukareszt | Dinamo Braszów                 | [ 6 ]  |
| 2007  | AEM Luxten Timișoara                   | Medicina Timișoara            | Contor Group Arad              | [ 7 ]  |
| 2008  | Medicina Timișoara                     | AEM Luxten Timișoara          | ACS de Șah Apa Nova Bukareszt  | [ 8 ]  |
| 2009  | AEM Luxten Timișoara                   | ACS de Șah Apa Nova Bukareszt | Medicina Timișoara             | [ 9 ]  |
| 2010  | ACS de Șah Apa Nova Bukareszt          | AEM Luxten Timișoara          | Medicina Timișoara             | [ 10 ] |
| 2011  | AEM Luxten Timișoara                   | ACS de Șah Apa Nova Bukareszt | Medicina Timișoara             | [ 11 ] |
| 2012  | AEM Luxten Timișoara                   | CȘM Baia Mare                 | ACS de Șah Apa Nova Bukareszt  | [ 12 ] |
| 2013  | AEM Luxten Timișoara                   | CȘM Baia Mare                 | ACS de Șah Apa Nova Bukareszt  | [ 13 ] |
| 2014  | Medicina Timișoara                     | ACS de Șah Apa Nova Bukareszt | CȘM Baia Mare                  | [ 14 ] |
| 2015  | Medicina Timișoara                     | AEM Luxten Timișoara          | ACS de Șah Apa Nova Bukareszt  | [ 15 ] |
| 2016  | AEM Timișoara                          | CȘM Baia Mare                 | Medicina Timișoara             | [ 16 ] |
| 2017  | Medicina Timișoara                     | CȘM Baia Mare                 | CSU UV Timișoara               | [ 17 ] |
| 2018  | Politehnica Aqua Carpatica Iași        | Medicina Timișoara            | CSU UV Timișoara               | [ 18 ] |
| 2019  | Politehnica Aqua Carpatica Iași        | Medicina Timișoara            | Vados Arad                     | [ 19 ] |
| 2021  | Vados Arad                             | Politehnica Iași              | Medicina Timișoara             | [ 20 ] |
| 2022  | CSU ASE Superbet                       | Vados Arad                    | Politehnica Iași–CSM Iasi 2020 | [ 21 ] |
| 2023  | Vados IFB Finwest Arad                 | CSU ASE Bukareszt             | Smart Gałacz                   | [ 22 ] |
| 2024  | Vados IFB Finwest Arad                 | CSU ASE Bukareszt             | CSU UV Timișoara               | [ 23 ] |